# 두 자매 이야기
두 자매 이야기(Tale Of Two Sisters)는 미국에서 제작된 애덤 리프킨 감독의 1989년 드라마 영화이다. 클라우디아 크리스찬 등이 주연으로 출연하였고 로렌스 벤더 등이 제작에 참여하였다.

## 출연

### 주연
- 클라우디아 크리스찬
- 발레리 브라이먼

### 조연
- 피터 버그
- 제프 코너웨이

## 제작진
- 원작자: 찰리 쉰